# 傑里科斯普林斯 (密蘇里州)
傑里科斯普林斯（英語：Jerico Springs）是位於美國密蘇里州錫達縣的村。

## 人口
根據2020年美國人口普查的數據，傑里科斯普林斯的面積為1.77平方千米，皆為陸地。當地共有人口160人，而人口密度為每平方千米90人。